# Massieux
Massieux es una comuna francesa del departamento de Ain, en la región de Auvernia-Ródano-Alpes.

## Demografía
| 251 | 266 | 286 | 291 | 805 | 1 568 | 1 782 | 2 120 | 2 383 | 2 448 | 2 590 |
| Para los censos de 1962 a 1999 la población legal corresponde a la población sin duplicidades (Fuente: INSEE [Consultar]) |     |     |     |     |       |       |       |       |       |       |

Pertenece a la aglomeración urbana de Lyon.